# Mõra
Mõra är en by (estniska: küla) i Kastre kommun i landskapet Tartumaa i sydöstra Estland. Byn ligger på vänstra (sydvästra) sidan av ån Mõra jõgi.
I kyrkligt hänseende hör byn till Kambja församling inom den Estniska evangelisk-lutherska kyrkan.
Före kommunreformen 2017 hörde byn till dåvarande Haaslava kommun.